# Masacre de San Francisco
La masacre de San Francisco fueron asesinatos selectivos realizados por el Partido Comunista del Perú-Sendero Luminoso (PCP-SL) en la localidad de San Francisco, provincia de La Mar, Ayacucho. La masacre se realizó en octubre de 1989 cuando un grupo de entre 30 a 40 militantes de Sendero Luminoso llegaron a San Francisco disfrazados de militares. En San Francisco, los senderistas obligaron a las personas a salir de sus casas identificándose como militares de Pichari. Una vez reunidos, los senderistas identificaron a las autoridades y dirigentes, les ataron de manos y les dijeron que "Nosotros no somos militares, somos del PCP-SL". Luego, les pusieron sobre el suelo y caminaron sobre sus espaldas. A las 6 de la tarde, fueron asesinados.

## Relación de víctimas
- Ángel Roberto Arenas (le cortaron la lengua y luego el cuello)
- Víctor Vásquez (le cortaron la lengua y luego el cuello)
- Mario Mendoza (le cortaron la lengua y luego el cuello)
- Georgino Cuba (le asesinaron a disparos)
- Eladio Sosa (le asesinaron a disparos)